# Alison Knowles
Alison Knowles (1933-) est une artiste, compositrice et poète américaine rattachée à Fluxus, dont la pratique artistique circule entre performance, happening, art graphique, musique expérimentale et art conceptuel. Ainsi, elle travaille la gravure et l'impression tout aussi bien que les installations, les objets trouvés, les assemblages aléatoires et les expérimentations sonores. Surtout, elle est l'une des pionnières du livre d'artiste, de Bean Rolls en 1963 au Big Book en 1967, jusqu'au poème permutationnel réalisé par ordinateur The House of Dust (1968).
Elle vit et travaille à New York.

## Biographie
Artiste américaine née le 29 avril 1933 à New York, Alison Knowles a fait des études d'art à l'université de Middlebury (Vermont) de 1952 à 1954. Puis elle étudie l’Illustration au Pratt Institute de Brooklyn,avant de parfaire sa formation en peinture à la Syracuse University avec Adolph Gottlieb et Joseph Albers, de 1957 à 1959. Elle épouse James Ericson, pour divorcer rapidement .
Fréquentant la New York Mycological Society, elle se rapproche de John Cage, dont, plus tard, elle concevra et coéditera en 1968 les Notations.
Dès lors, elle rejoint l'avant-garde artistique new-yorkaise, autour de John Cage. Dans ce cadre, elle rencontre l'artiste Dick Higgins, qu'elle épouse en 1960.
Elle participe à l'expérience Fluxus dès son émergence, au début des années 1960, participant au concert mythique de Wiesbaden en 1962. Lors de ce séjour européen, elle réalise ses premiers events : les célébrés « Make a Salad » (1962) ou « Nivea Cream Piece » (1962). De retour à New York, en 1963, elle participe au Yam Festival, organisé par George Brecht et Robert Watts.
Participant activement aux éditions Something Else Press fondées par Dick Higgins, elle développe une riche œuvre graphique, publiant plusieurs livres d'artiste. Dès 1964, elle publie Bean Rolls, composé de boîtes contenant des haricots et de définitions imaginaires. elle réalise de nombreux livres d'artistes.
Entre 1967 et 1973, elle réalise des « performances-repas » intitulés The Identical Lunch, qui consistent à recueillir les témoignages des participants à un grand repas collectif après qu’ils ont mangé un sandwich au thon. Elle en tire ensuite une série de sérigraphies montrant les participants en train de manger ce repas.
En 1967, elle développe, en collaboration avec le compositeur James Tenney, The House of Dust, premier exemple de poésie permutationnelle réalisée par ordinateur. La même année elle crée The Big Book, un livre haut de 2,40 m comprenant plusieurs pages, imaginé comme un environnement à l’intérieur duquel on pourrait vivre, avec téléphone, four, toilettes, bibliothèque…
Elle dirige, de 1970 à 1972, le Graphics Laboratory du California Institute of Arts.
Elle crée aussi des pièces radiophoniques (Bohnen Sequenzen, 1982). En 1990 elle enseigne à la Sommerakademie de Salzbourg, puis lors de la Documenta X (1997) de Kassel, en Allemagne, elle est nommée « Guest Professor ».
Son œuvre a fait l'objet de plusieurs rétrospectives, dont Twenty Years of Performance Art: Dick Higgins and Alison Knowles en 1980 à l'Université de Massachusetts et Indigo Island à Sarrebruck en 1997.
Son exposition Time Samples qui voyagera de Venise à New York en 2006, rassemble des objets trouvés qui portent la marque visible du temps.
Elle réactive à Londres, en 2008, Make a Salad (1962) en réalisant une salade monumentale pour 3000 personnes.
En 2009, elle est en résidence au Radcliffe Institute for Advanced Studies, Harvard University.
Depuis les années 2000, Alison Knowles produit des objets sonores, comme les Beans Turners qui associent des haricots et du papier, à la fois pages et objets sonores.
Knowles et Higgins ont eu ensemble deux filles jumelles, dont l'une, Hannah Higgins, est une historienne de l'art, spécialiste reconnue du courant Fluxus, auteure du livre Fluxus Experience. La seconde, Jessica Higgins, est poète.

## Livres d'artistes
- Alison Knowles. Bean Rolls from Fluxkit. 1965, Fluxus Edition announced 1963
- Alison Knowles, [sans titre], Great bear pamphlet #1, New York : Something else press, 1965.
- Alison Knowles, Tomas Schmit, Benjamin Patterson, Philip Corner, The Four suits, New York : Something Else press, 1965.
- George Brecht et Alison Knowles, The green, the red, the yellow, the black, and the white, Bruxelles ; Hambourg : Editions Lebeer Hossmann, 1983
- Alison Knowles, Un coup de dés, Villeurbanne : URDLA-Centre international de l'estampe, 2007
- Alison Knowles, Clear skies all week, [Paris] : Onestar press, 2011.